# Karwendel

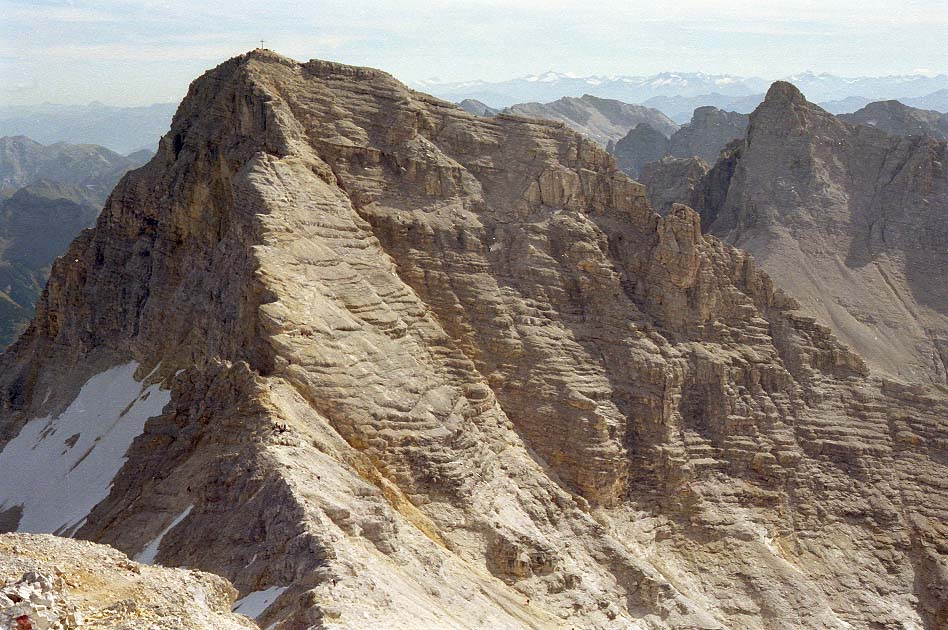
Birkkarspitze

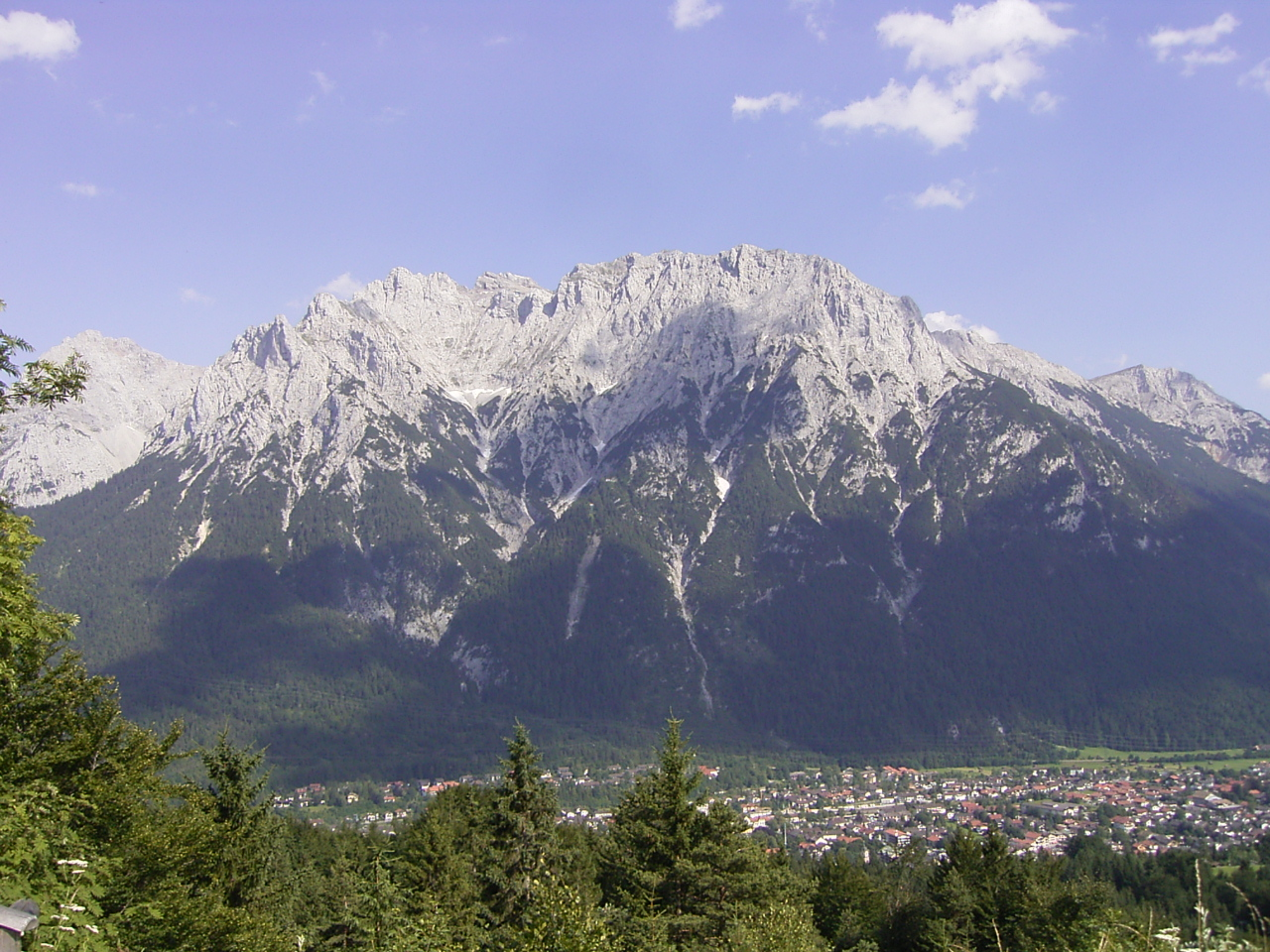
Westliche Karwendelspitze och orten Mittenwald i västra delen av Karwendelområdet

Karwendel eller Karwendelgebirge är ett bergsområde i Alperna, på gränsen mellan Tyskland (Bayern) och Österrike (Tyrolen). Karwendel ligger norr om Innsbruck och några mil sydost om Garmisch-Partenkirchen. 125 toppar når över 2 000 m ö.h. Högsta punkten är Birkkarspitze (2 749 meter över havet).